# Fitz Hall
Fitz Benjamin Hall, angleški nogometaš, * 20. december 1980, Leytonstone, London, Anglija, Združeno kraljestvo.
Hall je nekdanji nogometni branilec, ki je igral za več angleških klubov.